# 크로스게이트 (비디오 게임)
《크로스게이트》(일본어: クロスゲート, 영어: Kurosu Gēto)는 Dwango가 개발하고 스퀘어 에닉스(이전 에닉스)가 배급한 대규모 다중 사용자 온라인 롤플레잉 게임이다. 2001년 이후로 일본, 중화민국, 중화인민공화국에 출시되었다.
2007년 6월 27일, 스퀘어 에닉스는 일본에서의 크로스게이트의 서비스를 2007년 9월 30일 종료하기로 발표하였다. 중국, 타이완, 한국의 서버에는 영향을 미치지 않는다.
이 게임의 후속작 콘체르토 게이트는 일본에서 테스트 단계가 마무리되었다.

## 게임플레이
크로스게이트는 전통적인 일본 만화 스타일과 2D 그래픽스 시스템을 3D로 미리 렌더링된 플레이어 캐릭터와 결합한다. 전투 스타일은 드래곤 퀘스트 시리즈를 빼닮은 턴 기반이며 플레이어는 최대 5명의 팀을 구성할 수 있다. 56개의 캐릭터 선택이 가능하며 그 중 4가지 색의 14개의 고유 캐릭터가 포함된다. 이 게임은 60개 이상의 직업과 80개의 고유 스킬이 포함되어 있다.
이 게임의 구별되는 특징 가운데 하나가 바로  포켓몬스터 시리즈와 조금 유사성이 있는 Creature System이다.

## 확장팩
이 MMORPG에 2명의 개발자가 더 수반되면서 이 게임에는 3개의 확장팩이 출시되었다.
- Cross Gate: Power-Up Kit Tatsu no Sunadokei, 출시일: 2002년 12월 13일[3]
- Cross Gate: Power-Up Kit 2 Rakuen no Tamago, 출시일: 2003년 12월 18일[4]
- Cross Gate: Power-Up Kit 3 Tenkai no Kishi to Hoshiei no Utahime, 출시일: 2004년 12월 22일[5]